# Gostje prihajajo
Gostje prihajajo je osrednji televizijski oglas velike oglaševalske akcije »Slovenija, moja dežela« iz leta 1986, ki ga je režiral Jaka Judnič.
Filmček je bil v okviru podslogana "Turizem smo ljudje" (za leto 1986), posnet na 35 mm, v originalnem širokem formatu slike 1.66:1 (enakovredno 15ː9).
Nepogrešljiv del spota je tudi glasbeni avizo "Moja dežela", ki sta ga napisala Jani Golob (g) in Dušan Velkaverh (b), odpela pa Oto Pestner in Nada Žgur.
Leta 1990 sta Center za turistično in ekonomsko propagando in Studio marketing sklenila pogodbo in ponovno obudila to akcijo na radiu in televiziji.
Leta 2011 so ob 20. letnici slovenske samostojnosti spot restavrirali in z novo dodanim tekstom posneli novo priredbo s slovenskimi glasbeniki.

## Sodelujoči

### Spot
- Jernej Repovš – kreativni vodja in direktor v agenciji Studio marketing Delo
- Studio Marketing Delo – idejna zasnova, scenarij in produkcija spota
- Jaka Judnič – režiser in tudi avtor ideje o možakarju z lestvijo
- Karpo Godina – direktor fotografije, vodja snemanja

### Glasba
- Jani Golob – glasba
- Dušan Velkaverh – besedilo
- Tomaž Kozlevčar – producent, programiranje
- Toni Gruden – tonski snemalec
- Iztok Černe – tonski snemalec
- Oto Pestner – vokal
- Nada Žgur – vokal
- Almost Me Alone Orchestra – glasbena spremljava

### Lokacije snemanja
| Logarska dolina               | Šutna, Kamnik                   | Kobilarna Lipica                |
| ----------------------------- | ------------------------------- | ------------------------------- |
| 200x                          | 260x                            | 220x                            |
| Možakar z lestvijo pred tablo | Dva moža obešata napis na ulici | Dir lipicancev, barvanje ograje |

## Turizem smo ljudje
»Turizem smo ljudje« je bil podslogan akcije »Slovenija, moja dežela« za leto 1986, ki so ga prvič predstavili na 25. sejmu Alpe-Adria (24.-30. marec 1986) v Cankarjevem domu.
Kmalu zatem so v okviru tega podslogana premierno predvajali tudi ta spot »Gostje prihajajo«, ali je bilo to aprila ali pa najkasneje v prvi polovici maja, leta 1986.
Prvotno je bilo predvideno predvajanje tega spota enkrat na dan (za cel mesec april) in dvakrat na dan (za cel mesec maj), točen datum premiere še ni na voljo.

## Spot
Naročnik filma je bila Gospodarska zbornica Slovenije, sektor za turizem, njen ustvarjalec in izvajalec pa takrat največja oglaševalska agencija v Jugoslaviji, Studio marketing Delo. 
Videospot je bil zasnovan kot promocijski material za slovenski turizem, vendar je skozi režiserjevo izbiro glasbene spremljave in tehniko prelivanja svetlobe ter barv pridobil izrazito čustveno dimenzijo. Videospot je dosegel veliko priljubljenost in se je trajno zasidral v kolektivno zavest.
Vodja snemanja in direktor fotografije je bil Karpo Godina. Za ta filmček so prejeli razna najvišja mednarodna priznanja in nagrade, za kar je najbolj zaslužen režiser.
Sprva je bilo načrtovanih 35 prizorov, ki prikazujejo kako se Slovenci pripravljamo na prihod gostov. S temi pa se režiser Judnič ni strinjal, saj v načrtu ni bilo povezovalne rdeče niti. Kot je sam dejal, ni želel posneti, kako ljudje pospravljajo. Rešitev je našel v snemanju prizora iz Logarske doline z možakarjem, ki začne na tablo v sedmih jezikih slikati besede dobrodošlice. Ta kader kasneje postane vezni element 90 sekundnega filma, saj se ta prizor večkrat pojavi. Vmes pa vidimo tudi prizore kot so: barvanje ograje, striženje žive meje, čiščenje lipicanca v Lipici, risanje narodnih motivov na lončeno posodo, okraševanje blejskega čolna, označevanje planinske poti, posipavanje potice s sladkorjem, barvanje čolna, urejanje plaže itd.
Ta oglas velja za nekakšen povod in sprožilec za kasnejšo osamosvojitev Slovenije kar je takrat tudi močno ujezilo vodstvo nekdanje skupne države.

## Snemanje
Snemanje je potekalo avgusta 1985, predvideno pa je bilo že mnogo prej, še pred poletjem, saj je bilo prvotno mišljeno, da bi tako oglas začeli predvajali že pred glavno turistično sezono, a so snemanje prestavili.
Judnič se spominja kako je snemalna ekipa vsakič ko je prišla na teren v Logarsko dolino, ustavila kombi in izginila. V bližnje gozdove so namreč šli nabirat gobe. Ker pa so s snemanjem že zamudili glavno turistično sezono, niso imeli roka za dokončanje filma, zato so snemali cel mesec. Njihov kombi je bil najet z beograjsko registracijo in ko je Judnič domačinom povedal, da snemajo film »Slovenija, moja dežela«, tega nihče ni verjel, saj so mislili, da iz njih brijejo norca.

## Razločitev pojmov
Ta oglas je le eden izmed številnih tiskanih, radijskih in televizijskih oglasov, posnetih v okviru akcije Slovenija, moja dežela, katerega ime napačno enačijo s slednjim sloganom. Gre za osrednji oglas akcije z naslovom Gostje prihajajo.
- »Slovenija, moja dežela« (ime celotne akcije)
- »Gostje prihajajo« (glavni oglas akcije)
- »Moja dežela« (glasbeni avizo)

## Nagrade
- Prix National na 34ème Festival du Film Publicitaire Cinema & Television Cannes - skupinska nagrada v Cannesu (1987)
- Zlati kompas - najvišje svetovno priznanje na festivalu turističnih filmov v Berlinu